# Aeroporto Teniente R. Marsh
L'aeroporto Teniente R. Marsh è situato sull'isola di re Giorgio in Antartide, a nord della Penisola Antartica. È l'unico aeroporto nel continente che serve voli anche per i turisti. D'estate (quando è inverno nell'emisfero boreale) serve voli con Punta Arenas in Cile.